# Parque Tecnológico de Eletroeletrônicos e Tecnologias Associadas
O Parque Tecnológico de Eletroeletrônicos e Tecnologias Associadas - Parqtel é um complexo imobiliário que visa fortalecer a economia local através da promoção da investigação, desenvolvimento e comercialização nos setores energético e tecnológico, com enfoque em ciência, tecnologia e inovação, sendo um importante centro de desenvolvimento tecnológico do estado de Pernambuco, que foi regulamentado pelo Decreto Estadual nº 46.901, de 18 de dezembro de 2018.
Na área do Parqtel foi instituído o Centro de Manufatura Avançada - CMA, para implementação de programas que apoiem atividades de Pesquisa, Desenvolvimento e Inovação - PD&I, sob a gestão da Secretaria de Ciência, Tecnologia e Inovação do Estado de Pernambuco.